# Enoch Gläser

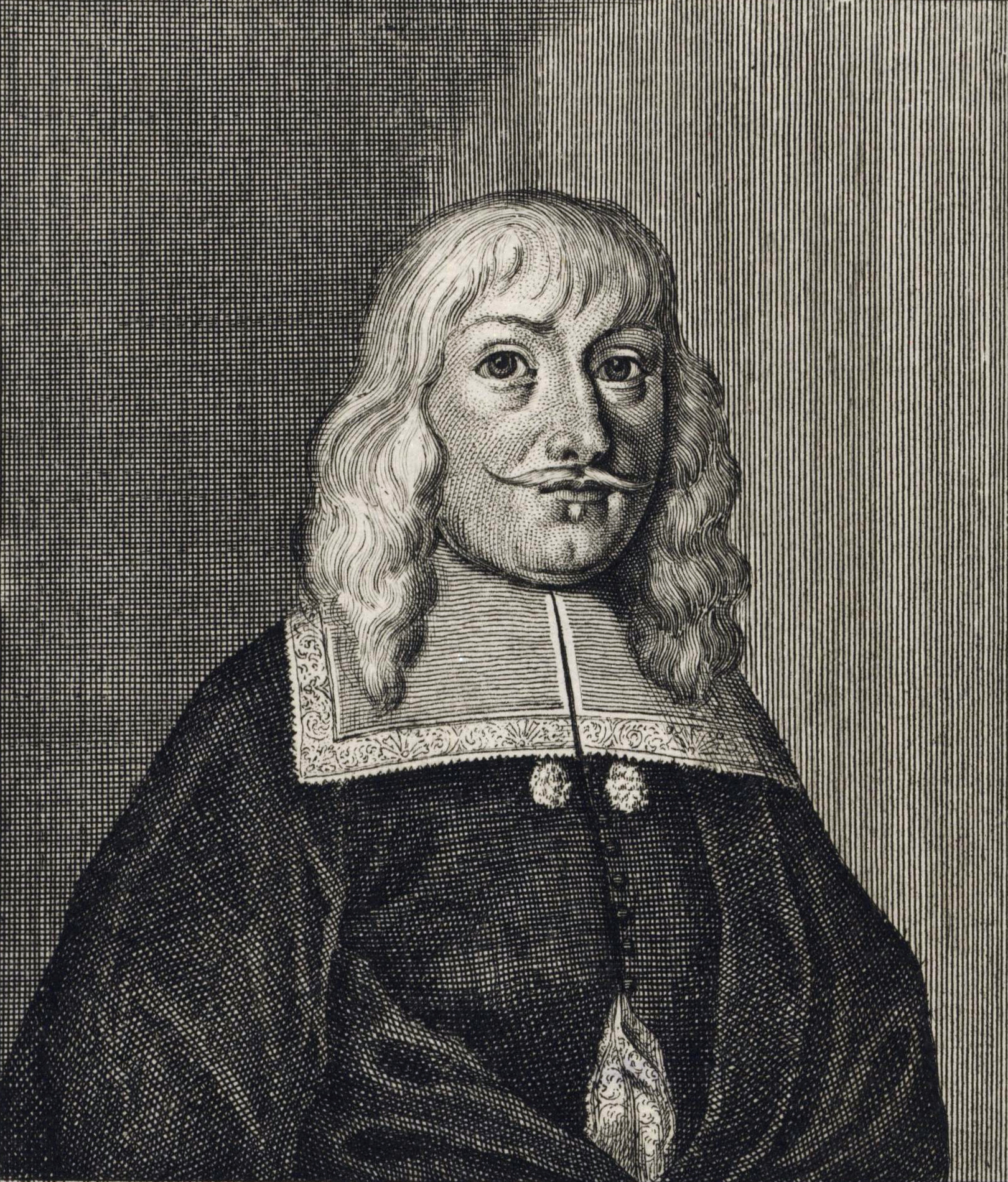
Darstellung des Enoch Gläser

Enoch Gläser (* 2. März 1628 in Landeshut, Schlesien; † 12. September 1668 in Helmstedt) war ein deutscher Jurist und Pastoraldichter der Barockzeit.

## Biographie
Gläser wurde als Sohn des Handelsmannes Caspar Gläser und dessen Frau Rosina Keil geboren. Er besuchte das Maria-Magdalenen-Gymnasium in Breslau und ging 1646 an die Universität Wittenberg, um ein Studium der Rechtswissenschaft zu absolvieren. Dabei lernte er unter anderem den Poeten August Buchner schätzen, in dessen Kreis er sich bewegte und daher Amicus Buchnerianus genannt wurde. 1649 setzte er sein Studium an der Universität Helmstedt fort. Hier fand er im Hause von Heinrich Julius Scheurl Aufnahme und hatte bald durch sein poetisches Talent auf sich aufmerksam gemacht.
Dies brachte ihm 1650 eine Krönung zum Poeta Laureatus ein, doch eine Anstellung fand er zunächst nicht und sah sich daher gezwungen, als Hofmeister ein Auskommen zu finden. Stationen seiner Reisen waren Altdorf, Tübingen, Regensburg, Speier und Basel. Zurückgekehrt nach Helmstedt begann er 1656 Privatvorlesungen zu halten, wurde dort 1658 außerordentlicher Professor der Jurisprudenz in Helmstedt, promovierte 1659 zum Doktor der Rechte, übernahm 1661 eine ordentliche Professur und wurde nachgehend Professor der Pandekten. Zahlreiche juristische Schriften stammen aus dieser Spätzeit, doch sein Ruhm beruht auf den Schäferdichtungen der frühen Jahre.
Aus seiner 1659 geschlossenen Ehe mit Anna Susanna, der Tochter des Professors der Pandekten Balthasar Rinck und der Magaretha Stuhe, sowie der Adoptivtochter des Helmstedter Professors der Institutionen Heinrich Binnius, sind drei Töchter hervorgegangen. Er starb an Körperverfall und wurde am 27. September in der St. Stephanikirche beigesetzt.

## Werke (Auswahl)
- Fried-erlangendes Deutschland, nach Art eines kurtzen Schau-Spiels.  Wittenberg 1649. (Digitalisat)
- Glükk-wuntschungs-Gedichte. Röhner, Wittenberg 1649. (Digitalisat)
- Der Elmen-Nymffen Immer-grünendes Lust-Gebäu, nach art eines Schäffer-Getichts unlängst beschrieben und numehr auf Gutachten dem offenem Lichte gezeiget.  Bismarck, Wolfenbüttel 1650. (Digitalisat)
- Schäffer-Belustigung oder Zur Lehr und Ergetzligkeit angestimmter Hirthen-Lieder Erstes und Andres Buch, Nebenst zugehörigen Melodeyen. Hagen, Altorf 1653. (Digitalisat)